# 데릭 화이트 (야구 선수)
데릭 화이트(영어: Derrick White, 1969년 10월 12일~)는 미국의 야구인으로 선수 시절 포지션은 외야수, 1루수였다. 2000년 KBO 리그의 롯데 자이언츠에서 활동했으며 KBO 리그 등록명은 화이트였다.

## 선수 경력
1993년 메이저 리그 베이스볼의 몬트리올 엑스포스, 1995년 디트로이트 타이거스, 1998년 시카고 컵스와 콜로라도 로키스에서 활동했다.

### 롯데 자이언츠
2000년 테드 우드의 대체 외국인 선수로 롯데 자이언츠에 입단했다. 그해 타율 0.303 홈런 11개 타점 55개를 기록했으나 9월 팔꿈치 부상으로 엔트리에서 이탈했고 포스트시즌도 뛰지 못한 채 재계약에 실패했다.

### 한신 타이거스
2002년 일본 프로 야구의 한신 타이거스에 입단했다.